# Martvili
Martvili (en géorgien : მარტვილი) est une petite ville et le centre d'un district (raion) dans la région de Mingrélie-Haute Svanétie en Géorgie occidentale. Sous la domination soviétique, de 1936 à 1990, la localité fut nommée Guéguétchkori en l'honneur du bolchévique géorgien Alexandre Guéguétchkori.

## La localité

### Économie
La population vit principalement de l'agriculture. Dans le village, il y a quelques boutiques et marchés. Le supermarché «Boom» présente des produits de qualité occidentale. Il n'y a aucune industrie ou usine actuellement (2011). Quelques bâtiiments vides et délabrés rappellent des temps où il y avait plus de travail. Il y a un hôpital public, un poste de police, une brigade de pompiers. Chaque vendredi il y a un grand marché à proximité du terrain de football.

### Culture
Un musée local, fondé en 1957 et rénové en 2011, se trouve au centre du bourg.

### Religion et monuments
La cathédrale de Martvili-Chkondidi a été fondée à la fin du VIIe siècle, reconstruite au Xe siècle, et contient des fresques du XIVe siècle.

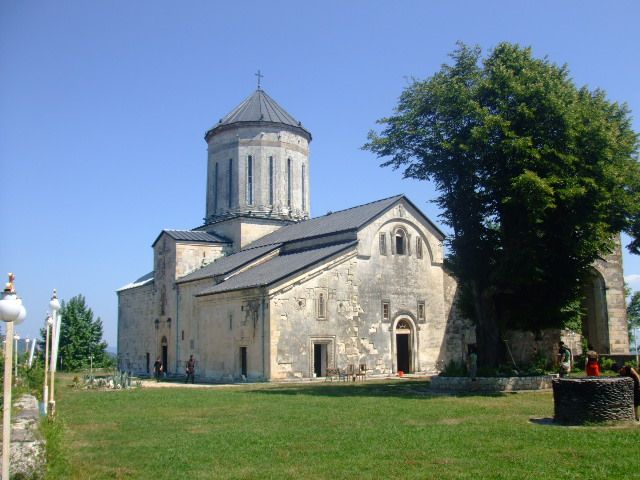
La cathédrale de Martvili-Chkondidi
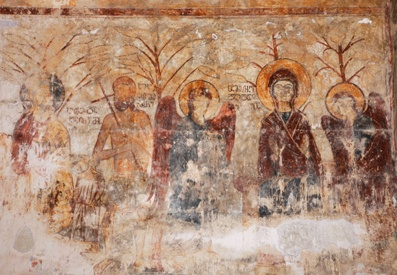
Fresque dans la cathédrale
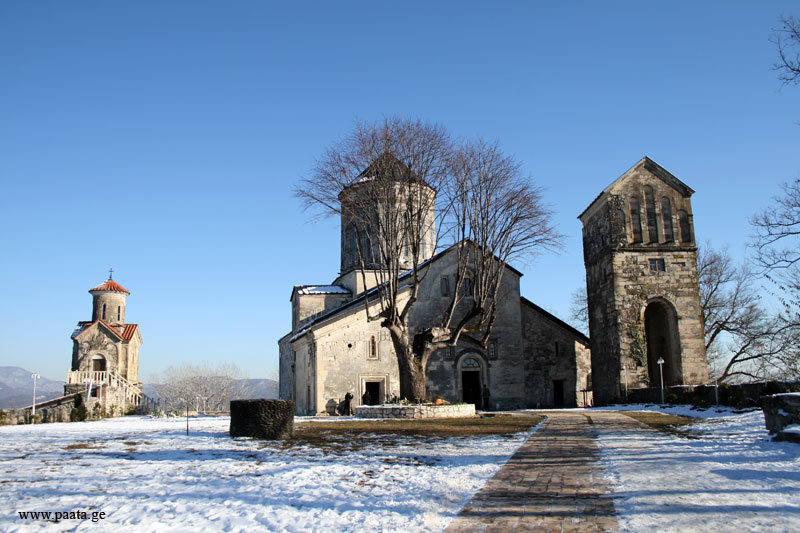
Le monastère (vue d'ensemble)
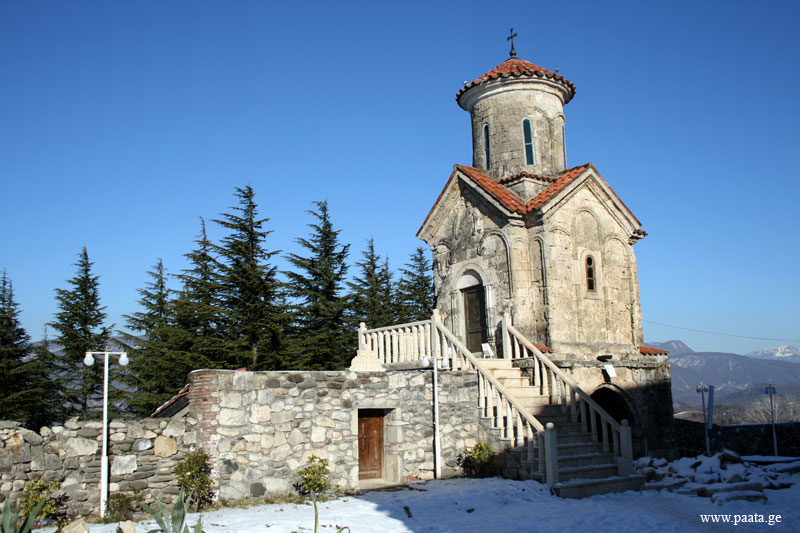
Le monastère
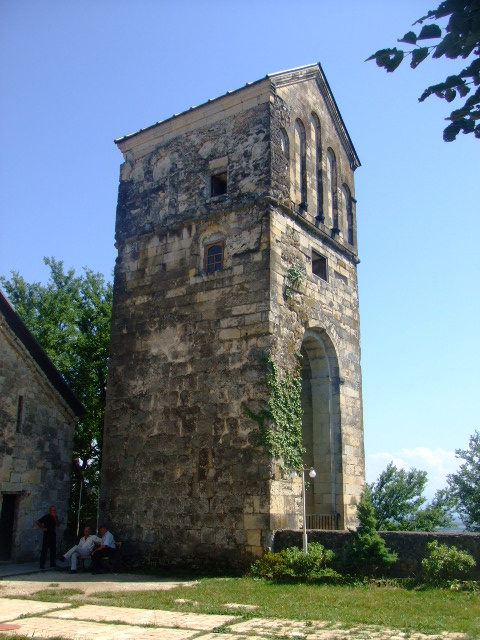
Tour attenant à la cathédrale
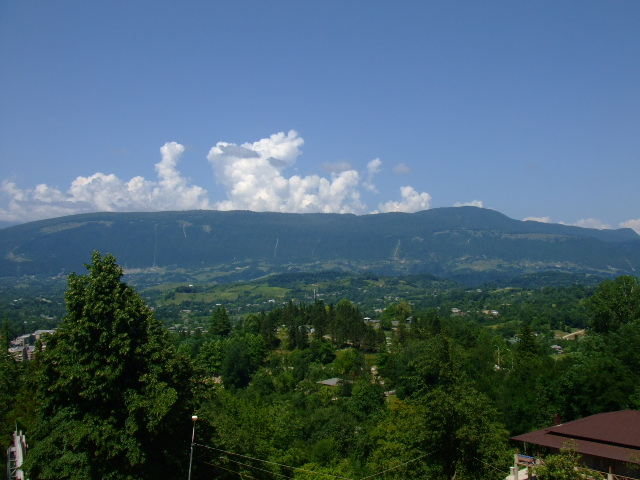
Vue d'ensemble

Le monastère qui l'entourait, sur une colline au centre de la ville, était le centre ecclésiastique de la Mingrélie à l'époque médiévale. Il est de nouveau en activité depuis la fin de l'empire soviétique et peut se visiter.

### Sports
Le club local de football, FC Merani, participe au Championnat de Géorgie de football, le plus haut niveau de compétition de Géorgie. Le terrain a deux tribunes accueillant 2 500 places.

## Le district
Le district de Martvili (raion) compte 33 463 habitants (selon le recensement de 2014) pour une superficie de 881 km².

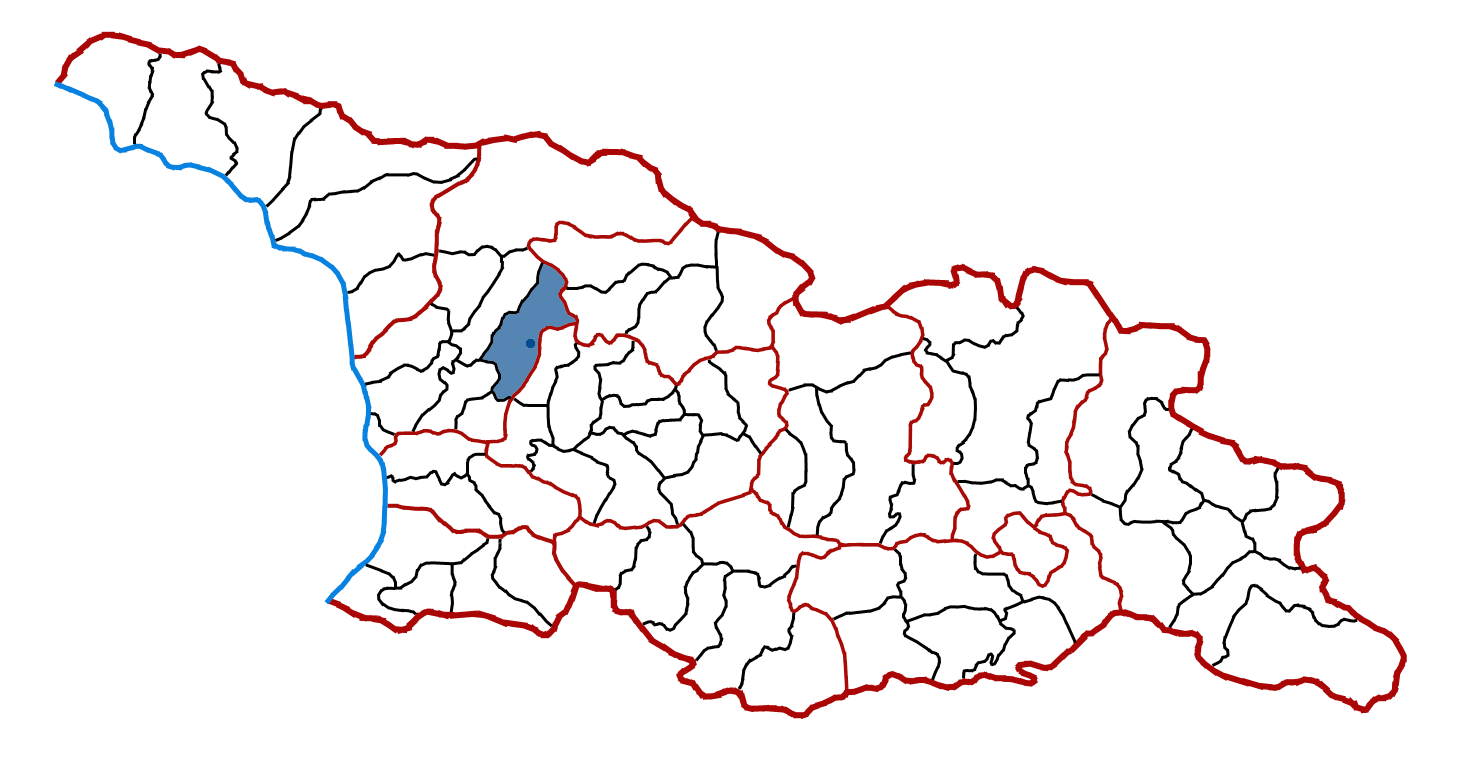

## Sources
- (en)/(de) Cet article est partiellement ou en totalité issu des articles intitulés en anglais « Martvili » (voir la liste des auteurs) et en allemand « Martwili » (voir la liste des auteurs).

- (en) Cet article est partiellement ou en totalité issu de l’article de Wikipédia en anglais intitulé « Martvili Municipality » (voir la liste des auteurs).